# Linjebarb
Linjebarb (Puntius lineatus) är en fiskart som först beskrevs av Duncker, 1904.  Linjebarb ingår i släktet Puntius och familjen karpfiskar. Inga underarter finns listade i Catalogue of Life.